# Hainaut Volley 2008-2009
Questa voce raccoglie le informazioni riguardanti l'Hainaut Volley nelle competizioni ufficiali della stagione 2008-2009.

## Organigramma societario
Area direttiva
- Presidente: Gérard Loisel e Bruno Guislain

Area tecnica
- Allenatore: Ion Dobre

## Rosa
| N° | Nome                  | Ruolo | Data di nascita   | Nazionalità sportiva |
| -- | --------------------- | ----- | ----------------- | -------------------- |
| 1  | Claudia Coiculescu    | L     | 17 settembre 1972 | Romania              |
| 2  | Sansa Dzile           | P     | 8 settembre 1984  | Lettonia             |
| 5  | Madeline Audoynaud    | L     | 20 giugno 1985    | Francia              |
| 6  | Miljana Trivunić      | S     | 25 aprile 1986    | Serbia               |
| 7  | Dragana Blasić        | P     | 4 maggio 1984     | Serbia               |
| 8  | Atanaska Koyumdzhieva | C     | 21 marzo 1979     | Bulgaria             |
| 9  | Émilie Petković       | S     | 17 aprile 1983    | Francia              |
| 10 | Vohla Antonik         | S     | 1º settembre 1985 | Bielorussia          |
| 11 | Katziaryna Pazniak    | S     | 28 maggio 1976    | Bielorussia          |
| 12 | Diana Andreyko        | S     | 18 dicembre 1986  | Stati Uniti          |
| 14 | Ivana Stolić          | C     | 12 maggio 1982    | Serbia               |
| 15 | Hanna Kalinoŭskaja    | C     | 17 maggio 1985    | Bielorussia          |